# Аукціон бездротового радіоспектру в США 2008 року
Аукціон 700-МГц діапазону бездротового радіоспектру в США (англ. The United States 700 MHz FCC wireless specturm auction, також офіційно відомий як Аукціон 73) – аукціон, розпочатий 24 січня 2008 року Федеральною комісією зі зв’язку США (англ. Federal Communications Commission, надалі – FCC), за права на використання 700-МГц діапазону радіочастот у Сполучених Штатах. Деталі процесу були предметом дебатів між кількома телекомунікаційними компаніями, серед котрих: Verizon Wireless, AT&T Mobility, а також Google. Значна частина суперечок точилася довколо вимог відкритого доступу, встановлених у другому звіті FCC, що визначають процес і правила аукціону. Відповідно до закону всі торги мали розпочатися до 28 січня.

## Передумови
Щоб звільнити 108 МГц радіоспектру для новітніх бездротових послуг, телевізійники були змушені переходити на цифрове мовлення. Більшість аналогових трансляцій було припинено 12 червня 2009 року.
700-МГц діапазон раніше використовувався для аналогового телевізійного мовлення, зокрема для каналів УВЧ 52-69. FCC постановив, що 700-МГц діапазон більше не є необхідним для телебачення через покращення спектральної ефективності цифрового мовлення. Цифрове мовлення дозволяє транслювати телеканали на сусідніх частотах без необхідності залишати порожні телеканали як захисні смуги між ними. Усі мовники повинні були перейти на частоти, які займають канали з 2 по 51, у рамках переходу на цифрове телебачення.

### Прецеденти
Подібний перерозподіл було застосовано в 70-х і 80-х для розширення послуг аналогового мобільного зв'язку, попередньо усунувши телеканали 70-83 на найвищих частотах УВЧ. Це створило незвичайну ситуацію, коли старе обладнання для налаштування телевізора могло прослуховувати розмови стільникових телефонів, хоча така діяльність визнавалася незаконною і FCC заборонила продаж пристроїв із такою можливістю.

### Попередні аукціони
Деякі з ліцензій на використання діапазону 700-МГц вже виставлялися на аукціонах 44 і 49. Парні канали 54/59 (нижній 700-МГц блок C) і непарний канал 55 (блок D) були продані і в деяких областях вже використовувалися для трансляції та доступу до Інтернету. Наприклад, Qualcomm MediaFLO у 2007 році почала використовувати канал 55 для трансляції мобільного телебачення в Нью-Йорку, Сан-Дієґо, Атланті та інших місцях. Пізніше Qualcomm припинила надання послуг та продала (із великим прибутком) AT&T Mobility канал 55 у всій країні разом із каналом 56 у Північно-східному коридорі та більшій частині Каліфорнії. Dish Network придбала ліцензії на канал 56 (блок E) на решті національних медіаринків, наразі використовуючи його лише для тестування ATSC-M/H. Станом на  2015 AT&T по-видимому ще не використовує блок D або E (діапазонний клас 29), але планує використовувати агрегацію посилань для збільшення швидкості завантаження та ємності.

## Правила та порядок аукціону
Для аукціону 700-МГц диапазону FCC розробила новий багатораундовий процес, який обмежував кількість пакетних заявок, які кожен учасник міг подати (12 пунктів і 12 пакетних заявок), і ціни, за якими вони могли бути подані, і забезпечував обчислювально інтенсивні обернено зв'язані ціни подібні до тих, що отримуються при ціновому підході. Цей процес пакетних ставок (який часто називають комбінаторними аукціонами) був першим у своєму роді, який FCC використала. Учасникам було дозволено робити ставки на окремі ліцензії або ставку «все або нічого», що могла бути зроблена на кількість до дванадцяти пакетів, які учасник визначав у будь-який момент аукціону. Проведення аукціону таким чином дозволяло учаснику торгів уникнути проблеми, коли ліцензії є взаємодоповнюючими. Попередні виграшні ставки – це набір послідовних ставок, які максимізують загальні доходи. 700-МГц аукціон став хорошим тестом для пакетних ставок з двох причин. По-перше, він включав лише 12 ліцензій: 2 діапазони (один у 10 МГц і один у 20 МГц) у кожному з 6 регіонів. По-друге, потенційні учасники торгів були висловили інтерес до альтернативного пакетування, оскільки деякі постачальники послуг Інтернету мали інші потреби, і гнучкість їм сильно догоджала. Федеральна комісія зв’язку випустила Публічне повідомлення DA00-1486, яке кодифікувало та описало правила пакетних торгів для 700-МГц аукціону.
Початкова пропозиція FCC дозволяла лише дев’ять пакетних ставок: шість – регіональних у 30 МГц і три загальнонаціональних (у 10, 20 або 30 МГц). Хоча ці дев’ять пакетів відповідали висловленим бажанням багатьох потенційних учасників, інші вважали, що дев’ять пакетів були надто обмежувальними. Правило активності не змінилося, окрім нового визначення активності та нижчої вимоги до активності на 50%. Учасник тендеру мав бути активним на 50% від своєї поточної придатності, інакше його придатність у наступному раунді зменшувалася би вдвічі. Ставки, зроблені в різних раундах, розглядалися як взаємовиключні, і учасник торгів, який бажав би додати ліцензію або пакет до своїх попередніх виграшів, повинен був оновити попередні виграшні ставки в поточному раунді.
FCC встановила правила громадської безпеки для аукціону. 20 МГц з 700 було виділено для створення державно-приватного партнерства, яке згодом мало розгорнутися до нової загальнонаціональної широкосмугової мережі, адаптованої до вимог громадської безпеки. FCC пропонувала комерційному ліцензіату додатковий спектр поряд із блоком громадської безпеки, який ліцензіат міг використовувати, як забажає. 

## Участь Google
Прагнучи заохотити мережевий нейтралітет, такі групи, як Public Knowledge, MoveOn.org, Media Access Project, а також такі особи, як засновник Craigslist Крейґ Ньюмарк і професор права Гарвардського університету Лоуренс Лессіґ, звернулися до Федеральної комісії зі зв’язку з проханням передати новозвільненні частоти у відкритий доступ для громадськості.
Перед початком торгів, компанія Google попросила, щоб спектр був вільним для оптової оренди, а пристрої, що працювали би у цьому спектрі, були відкритими. У той час багато провайдерів, наприклад Verizon і AT&T, використовували технологічні заходи для блокування зовнішніх програм. Натомість Google гарантувала мінімальну ставку в 4,6 мільярда доларів, що відповідало заданій резервній ціні. Конкретними запитами Google було прийняття таких правил:
- Відкриті програми: споживачі повинні мати можливість завантажувати та використовувати будь-які програмні додатки, контент або послуги, які вони бажають;
- Відкриті пристрої: споживачі повинні мати можливість використовувати портативні комунікаційні пристрої з будь-якою бездротовою мережею, якій вони віддають перевагу;
- Відкриті послуги: треті особи (посередники) повинні мати можливість отримувати бездротові послуги від ліцензіатів на оптовій основі на ґрунті розумно недискримінаційних комерційних умов; і
- Відкриті мережі: треті особи (наприклад, постачальники послуг Інтернету) повинні мати можливість з’єднуватися в будь-якій технічно можливій точці 700 МГц бездротової мережі ліцензіата.[13]

Результатом аукціону стало те, що ставка Google була перебита іншими учасниками аукціону, що призвело к затвердженню вимог Google без необхідності їх купувати. Google брав активну участь у процесі торгів, хоча й не збирався вигравати ліцензії. Причиною цього було те, що це могло підвищити ціну процесу торгів, щоб досягти резервної ціни в 4,6 мільярда доларів США, таким чином задіюючи обмеження у відкритості, перелічені вище. Якби Google не брав активної участі в процесі ставок, компаніям було б доцільно тамувати свої ставки, щоб ініціювати новий аукціон без обмежень, накладених Google і FCC. Попередній платіж Google у розмірі 287 мільйонів доларів США для участі в торгах був значною мірою повернутий після аукціону, оскільки компанія фактично не придбала жодної ліцензії. Незважаючи на це, Google зрештою довелося виплачувати відсотки, що призвело до орієнтовних збитків у 13 мільйонів доларів.
FCC задовольнила запити Google. Лише дві з чотирьох вимог були встановлені для верхнього C-блоку, вимоги у відкритості програми і відкритості пристроїв. Google хотів, щоб покупець дозволив «орендувати» блоки різним постачальникам.
У відповідь Verizon подала позов проти Федеральної комісії зі зв’язку, щоб скасувати положення, про які просила Google. Verizon назвав правила «довільними та примхливими, непідкріпленими вагомими доказами та такими, що суперечать закону».

## Судові позови
Після впровадження правил відкритого доступу 13 вересня 2007 року Verizon Wireless подала позов проти Федеральної комісії з зв’язку (FCC), вимагаючи скасування правил на тій підставі, що вимога відкритого доступу «порушує Конституцію США, Закон про адміністративні процедури … і є довільною, примхливою, не підтвердженою вагомими доказами та, поза цим, суперечить закону». 23 жовтня Verizon вирішила відмовитися від позову після того, як 3 жовтня програла апеляцію щодо швидкого вирішення. Однак CTIA втрутилася, щоб оскаржити ті самі правила в позові, поданому того ж дня. 13 листопада 2008 року CTIA відмовилася від позову проти FCC.

## Аукціон
На аукціоні спектр УВЧ було розділено на п'ять блоків:
- нижній блок А: 12-МГц діапазони (698–704 і 728–734 МГц, Телеканали 52 і 57)
- нижній блок B: 12-МГц діапазони (704–710 і 734–740 МГц, Телеканали 53 і 58)
- нижній блок Е: 6-МГц діапазон (722–728 МГц, Телеканал 56)
- верхній блок C: 22-МГц діапазон (746–757 і 776–787 МГц, Телеканали 60/61 і 65/66)
- верхній блок D: 10-МГц діпазаон (758–763 і 788–793 МГц, Телеканали 62 і 67)

FCC розмістив дуже детальні правила щодо процесу з продажу 698-806-МГц частини бездротового спектру. Заявки були анонімними та створені для сприяння конкуренції. Сукупна резервна ціна для всіх ліцензій блоку C становила приблизно 4,6 мільярда доларів. Загальна резервна ціна для всіх п’яти блоків, які продавалися на Аукціоні 73, склала трохи понад 10 мільярдів доларів.

## Результати аукціону
Аукціон 73 загалом пройшов, як планували телекомунікаційні аналітики. Усього Аукціон 73 зібрав 19,592 мільярда доларів. Примітно, що Verizon Wireless і AT&T Mobility разом були відповідальні за 16,3 мільярда доларів загального доходу. З 214 затверджених заявників 101 успішно придбали принаймні одну ліцензію. Незважаючи на велику участь в аукціоні, Google не придбав жодних ліцензій. Однак Google зробив мінімальну ставку на ліцензії блоку C, щоб гарантувати, що ліцензія буде мати відкритий доступом.
Результати для кожного з п’яти блоків:
- Блок A – Verizon Wireless і US Cellular придбали по 25 ліцензій. У цьому блоці Verizon націлилася на міські райони, тоді як US Cellular купила ліцензії переважно на північну частину US Cavalier Telephone і CenturyTel також купила 23 і 21 ліцензії відповідно. [25]
- Блок B – AT&T Mobility був найбільшим покупцем у блоці B із 227 ліцензіями на загальну суму 6,6 мільярда доларів. US Cellular і Verizon купили 127 і 77 ліцензій відповідно. AT&T Mobility та Verizon Wireless купили ліцензії по всій країні, тоді як US Cellular продовжувала свою стратегію купівлі ліцензій у північних регіонах.[25]
- Блок C – із 10 ліцензій у блоці C компанія Verizon Wireless придбала 7, які охоплюють суміжні (нижні) 48 штатів (і Гаваї). Ці сім ліцензій коштували Verizon приблизно 4,7 мільярда доларів. З інших трьох Triad Broadcasting придбала дві, що охоплюють Аляску, Пуерто-Ріко та Американські Вірґінські острови, тоді як Small Ventures USA LP купила ту, що охоплює Мексиканську затоку.[25]
- Блок D – через певну суперечку не було продано жодних ліцензій у блоці D, оскільки резервна ціна так і не була досягнута.[26] FCC встановила резервну ціну спектру на рівні 1,3 мільярда доларів, але найвища пропозиція (від Qualcomm) склала лише 472 мільйони доларів.[27] Цей фрагмент спектра залишається непроданим і не виставлявся на інших аукціонах.[24]
- Блок E – EchoStar витратив 711 мільйонів доларів на придбання 168 із 176 доступних ліцензій блоку E. Цей блок, що складається з непарного спектру, ймовірно, використовуватиметься для потокової трансляції телевізійних шоу. Qualcomm також придбала 5 ліцензій.[25]

Після завершення Аукціону 73 залишилися деякі ліцензії, які або залишилися непроданими, або не були оплачені переможцем торгів з блоків A і B. Новий аукціон, Аукціон 92, був проведений 19 липня 2011 року для продажу 700-МГц ліцензії, які ще були доступні. Аукціон завершився 28 липня 2011, коли 7 учасників виграли 16 ліцензій на суму 19,8 мільйонів доларів.

## Проблеми взаємодії
Через шість років після закінчення аукціону 700-МГц спектру, блок A залишився здебільшого невикористаним, хоча T-Mobile USA почав розгортати свій LTE розширеного діапазону в 2015 році за ліцензіями, придбаними у Verizon Wireless, і очищених від радіочастотних перешкод у кількох областях припиненням мовлення ТБ-станцій. Ця затримка була спричинена технічними проблемами, які мали нормативний та, можливо, антиконкурентний характер.
Після завершення Аукціону 73 у березні 2008 року компанія Motorola розпочала кроки, спрямовані на те, щоб 3GPP запровадив новий галузевий стандарт (пізніше позначений як діапазон класу 17), який обмежувався би нижніми частотами блоків B і C. Пропонуючи смугу класу 17, Motorola посилалася на необхідність усунути занепокоєння щодо потужних передач телевізійних станцій, які все ще транслюють на каналі 51 і на нижніх частотах блоків D й E. Згідно з задумом, стандарт діапазону класу 17 дозволяв роботу LTE лише в нижніх частотах блоків B і C за допомогою спеціального протоколу сигналізації, який відфільтровував всі інші частоти. Хоча діапазон класу 17 працював на двох із трьох блоків спільних з діапазоном класу 12, пристрої класу 17 використовують більш вузькі електронні фільтри, які дозволяють проходити меншому діапазону частот. Крім того, протоколи сигналізації діапазону класів 12 і 17 несумісні один з одним.
Створення двох несумісних класів діапазонів мало численні наслідки. Клієнти не могли більше перемикатися між ліцензіатом, який розгортає свої послуги з використанням діапазону класу 17, і ліцензіатом, який надає свої послуги з використанням діапазону класу 12, без придбання нового пристрою (навіть якщо два оператори використовують однакові технології 2G і 3G), і пристрої класів 12 і 17 не могли виходити в роумінґ в стільникових мережах один одного.
Під час розгортання своєї LTE-мережікомпанія C Spire Wireless вирішила не використовувати блок A через відсутність підтримки діапазону класа 12 у мобільних пристроях, проблем з роумінгом і збільшення вартості базових станцій через відсутність постачання. Компанія US Cellular розгорнула LTE-мережу класу 12, однак не всі пристрої US Cellular мали до неї доступ. Зокрема, iPhone 5S й iPhone 5C не мали такої можливості. Інші провайдери бездротового зв’язку запустили LTE-мережі діапазону класу 12, але не змогли запропонувати смартфони з доступом до них, замість цього вдаючись до фіксованих або мобільних бездротових широкосмугових модемів. Станом на квітень 2015 року лише три оператори зв’язку пропонували смартфони, які використовують діапазон класу 12: US Cellular, T-Mobile USA і Nex-Tech Wireless.
У той час як менші телекомунікаційні провайдери США були засмучені відсутністю сумісності, AT&T захистила створення діапазону 17 і сказала іншим операторам шукати сумісності зі Sprint і T-Mobile. Однак вже у вересні 2013 року AT&T змінила свою позицію та взяла на себе зобов’язання підтримувати та продавати пристрої діапазону 12.
Відповідно до зобов’язань AT&T перед Федеральною комісією зв’язку:
- AT&T має повністю розгорнути функцію програмного забезпечення Multi-Frequency Band Indicator (MFBI) у своїй мережі протягом 24 місяців від 30 вересня 2013 року. Кінець 24-місячного періоду також почне початок періоду розгортання пристроїв із підтримкою діапазону 12.
- Після того, як AT&T повністю запровадить MFBI, AT&T надасть LTE-роумінг операторам із сумісними пристроями діапазону-12.
- Протягом першого року періоду розгортання пристроїв, 50% усіх нових унікальних пристроїв підтримуватимуть діапазон-12.
- Починаючи з кінця другого року періоду випуску пристроїв, усі нові унікальні пристрої підтримуватимуть діапазон-12.

Згідно з цими зобов’язаннями, AT&T очікує, що її фокус і підтримка в рамках процесу встановлення стандартів 3GPP перемістяться на проекти та робочі потоки, пов’язані з діапазоном-12. AT&T має надати пріоритет комітету 3GPP RAN у розробці різних сценаріїв агрегації носіїв діапазону-12.
Крім того, Dish Network погодилася знизити свої максимальні ефективні рівні випромінюваної потужності на блоці E, який знаходиться на нижньому суміжному каналі низхідної лінії зв’язку (передачі від вежі до користувача) для блоку A. Вона зробила це в обмін на дозвіл FCC на керування блоком односторонньо, фактично роблячи його широкомовним, хоча він все ще може бути інтерактивним за допомогою інших засобів. Оскільки Dish вже експериментально експлуатує його як одночастотну мережу, це не повинно мати суттєвого впливу на будь-які послуги, які вона може пропонувати в майбутньому.

## Зовнішні посилання
- ArsTechnica: аукціон 700 МГц: що насправді можна захопити і чому він не буде монополізований
- PCWorld: FCC призначає початок аукціону по спектру 700 МГц на 16 січня
- Gigaom: 700 МГц пояснюється за 10 кроків
- Федеральна комісія зв’язку: офіційні результати аукціону 73 діапазону 700 МГц
- PCWorld: FCC наказує бездротовим мікрофонам вийти зі діапазону спектру 700 МГц